# 오문 (자금성)

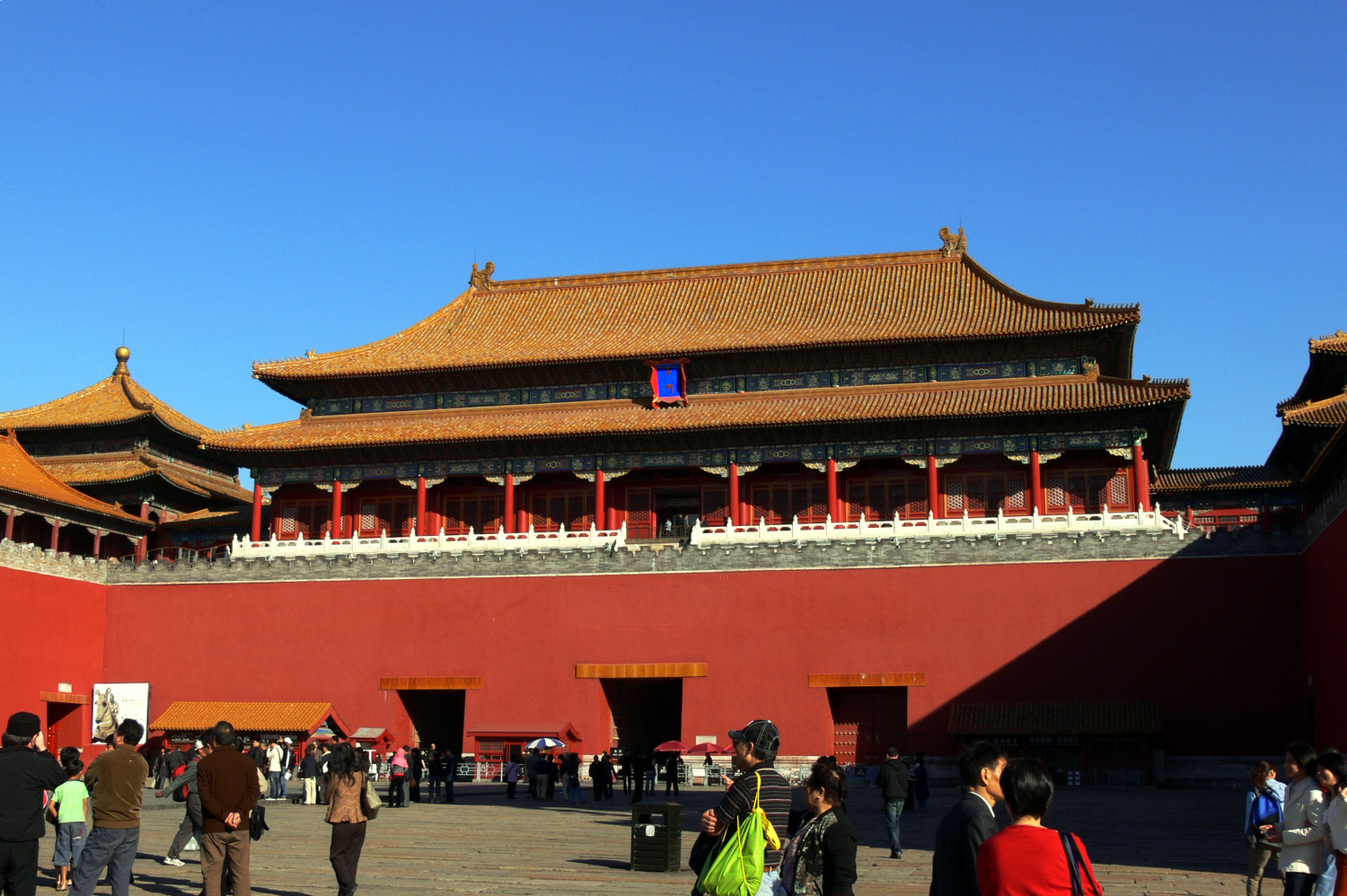
오문

오문(중국어 간체자: 午门, 정체자: 午門, 병음: Wǔmén 우먼[*])은 자금성의 정문이다.
오문은 자금성의 정문이자 남문이고, 자금성의 다른 문들과는 다르게 양쪽에 날개가 있다. 이와 같은 양식은 상징적인 것으로, 고대부터 왕궁과 사원, 무덤등의 입구를 웅장하게 장식하기 위해 만들어진 건축양식이다. 오문에는 총 5개의 문이 있다. 이 중 3개의 문은 정면에 붙어있고, 나머지 2개의 문은 정면과 날개 사이에 뚫려있다. 3개의 문들 가운데에서도 가장 가운데 문은 오직 황제만이 출입할 수 있었다. 다만 결혼식날의 황후와, 과거 시험에서 장원급제한 3명의 학자만이 그날만 특별히 이 가운데 문을 이용할 수 있었다. 모든 대소신료들과 관리, 내시들은 나머지 4개의 문을 사용하여 자금성을 드나들었다. 
이곳에서 제국의 칙령들이 반포되었으며, 황제가 출전하기 전 군대를 사열하였다. 또한 군대가 잡아온 포로들이 이 곳에서 대거 처형되기도 하였다. 오문을 통과하면 금천교와 태화문이 나온다. 

## 같이 보기
- 난징 고궁
- 응오몬